# 19 octobre 1944
Le jeudi 19 octobre 1944 est le 293e jour de l'année 1944.

## Naissances
- Agustín Tamames, coureur cycliste espagnol
- Bill Melchionni, joueur de basket-ball américain
- Dick Lochte, écrivain américain
- Dieter Posch, politicien allemand
- El Cabrero, chanteur libertaire espagnol de flamenco
- Francisco Lucas Pires (mort le 22 mai 1998), homme politique portugais
- George McCrae, chanteur américain
- Guy Chambefort, homme politique français
- Jakob Kellenberger, diplomate suisse
- James Acord (mort le 9 janvier 2011), sculpteur américain
- Maxim Jakubowski, écrivain britannique
- Pavel Boubelnikov, chef d'orchestre
- Peter Tosh (mort le 11 septembre 1987), chanteur de reggae
- Suzumu Koshimizu, artiste japonais

## Décès
- Albéric de Truchis de Varennes (né le 23 août 1861), écrivain et historien français
- Dénes Kőnig (né le 21 septembre 1884), mathématicien hongrois
- Erich Koch-Weser (né le 26 février 1875), homme politique allemand
- František Zelenka (né le 8 juillet 1904), architecte tchèque
- German Tarasov (né le 16 mars 1906), militaire soviétique
- Leopoldo Metlicovitz (né le 17 juillet 1868), illustrateur et metteur en scène italien
- Luigi Durante (né le 17 décembre 1879), footballeur italien

## Événements
- Une école formant des « kamikazes » s’ouvre à Formose pour des volontaires âgés de seize à vingt-trois ans.
- Espagne : l’Invasion du Val d'Aran, tentative de reconquista de l’Espagne au Val d'Aran par des ex-Républicains espagnols réfugiés en France et engagés dans les FFI, échoue